# 아치바이아

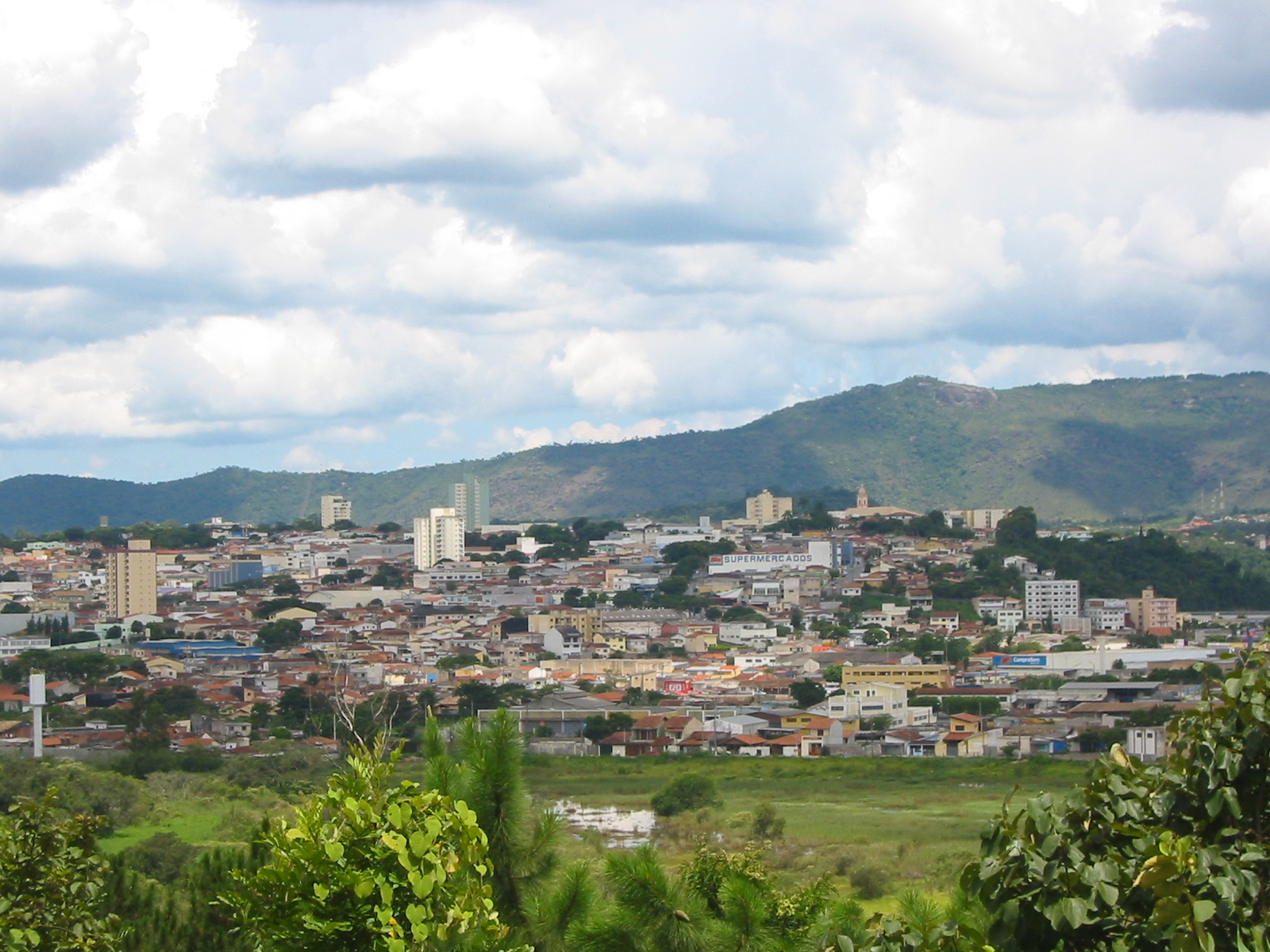
아치바이아

아치바이아의 위치

아치바이아(포르투갈어: Atibaia)는 브라질 상파울루주의 도시로 면적은 479km2, 높이는 803m, 인구는 126,140명(2010년 기준), 인구 밀도는 260명/km2이다.